# 홀리 에어
《홀리 에어》(Hawa Moqaddas, Holy Air)는 이스라엘에서 제작된 샤디 스로어 감독의 2017년 코미디 영화이다. 샤디 스로어 등이 주연으로 출연하였고 일런 모스코비치 등이 제작에 참여하였다.

## 출연

### 주연
- 샤디 스로어
- 레이티샤 에이도
- 사무엘 캘더론

### 조연
- 타릭 코프티
- 유수프 아두-와다

## 기타
- 미술: 미구엘 마킨
- 의상: 나임 카심
- 배역: 일런 모스코비치